# Black Oak Arkansas
Black Oak Arkansas, amerikanskt southern rock-band bildat år 1963 som The Knowbody Else i  Black Oak, Arkansas. Bandet är tillsammans med Lynyrd Skynyrd, The Allman Brothers Band och ZZ Top ett av de största banden från sydstaterna. Deras bäst säljande album blev High on the Hog, Balls Of Fire och Runch n' Roll (som var en liveskiva inspelad 1975). Deras sångare Jim "Dandy" Mangrum har varit en stor inspiration för sångare som David Lee Roth och Axl Rose.

## Medlemmar
Nuvarande medlemmar
- Jim "Dandy" Mangrum - sång, tvättbräda (1968 - tidigt 1980-tal, 1983 - idag)
- Rickie Lee "Risky"/"Ricochet" Reynolds - rytmgitarr, 12-strängad gitarr, sång (1965 - 1977, 1984 - idag)
- Hal McCormack - sologitarr (2003 - idag)
- George Hughen - bas (1985 - idag)
- Johnnie Bolin - trummor (1988 - idag)

Tidigare medlemmar (i urval)
- Victor Lukenbaugh - trummor (1989 - ?, vikarierande turnémusiker) (spelar nu i Judge Parker)
- Larry Pearson - bas, sång (1989 - ?, vikarierande turnémusiker) (spelar numera i Judge Parker)
- Arthur Pearson - gitarr (1989 - ?, vikarierande turnémusiker) (spelar nu i Judge Parker)
- Buddy Church - gitarr (1989–1994, spelar fortfarande med bandet ibland)
- Harvey "Burley" Jett - sologitarr, banjo, piano, sång (1965 - 1974)
- Stanley "Goober Grin" Knight - sologitarr, steel guitar, orgel, sång (1969 - 1976) (avliden)
- Pat "Dirty" Daugherty - bas, sång (1965 - 1977, 1996 - 2002)
- Wayne "Squeezebox" Evans - trummor (1965 - 1972)
- Gary "GT" Taylor - trummor (1969 - 1972)
- Tommy Aldridge - trummor (1972 - 1976) (spelade senare med bl.a. Pat Travers Band, Gary Moore, Ozzy Osbourne och Whitesnake)
- Bobby "T" Torello - trummor (1977) (spelade med Johnny Winter 1977 - 1983)
- Abel Ji McKnight - trummor (1977 - 1982)
- Joel Williams - trummor (1977 - 1978) (spelade senare med Ruby Starr & Grey Ghost)
- Randii Meers - trummor (1978 - 1979)
- Robert Gregory - gitarr (1985)
- Les John - trummor (1979 - 1980)
- Chris Craig - trummor (1979 - 1982)
- Darrell Miller - trummor (1970-talet)
- Cozy Johnson - trummor (tidigt 1980-tal)
- Paul Simmons - trummor (1985 - 1986)
- Johnny "Monk" Courville III - trummor (1990 - 1996)
- Andy Tanas - bas (1977 - 1980) (spelade senare i Krokus)
- Dave Wilson - bas (1979 - 1981)
- Kinley "Barney" Wolfe - bas (1980 - 1983)
- Russ Powell - bas (1982 - 1983)
- James "Jimmy"/"Soybean" Henderson - gitarr (1975 - 1979)
- Jack Holder - gitarr (1977 - 1979)
- Shawn Lane - gitarr (1978 - 1982) (avliden)
- Gavin Frisbee - gitarr (1978 - 1980)
- Dave Amato - gitarr (1980) (numera i REO Speedwagon)
- Mick Chelsvig - gitarr (1980 - 1981)
- Tony Bullard - gitarr (1981 - 1982)
- Kevin Rees - sologitarr (tidigt 1980-tal)
- Angelo Earl - gitarr (i slutet av 1980-talet)
- John Roth - sologitarr (1986 - 1987, 1991) (senare i Winger)
- Danny Leath - sologitarr (1990-talet)
- Rocky Athas - sologitarr (1996 - 2001) (senare i John Mayall's Bluesbreakers)
- Terry "Slydman" Powers - sologitarr (2000 - 2004)
- Marius Penczner - keyboard (1975 - 1977) (senare i Ruby Starr & Grey Ghost)
- David "Dave" Mayo - piano, bas (1976)
- Deke Richards - gitarr, piano (1977 - 1978)
- Greg Reding - gitarr, keyboard (1977 - 1979)
- Gary D. Rollins - keyboard (1978)
- Randy Ruff - sång, piano, orgel (1980 - 1982)
- Ruby Starr - sång (1973 - 1976) (startade senare bandet Ruby Starr & Grey Ghost, nu avliden)

## Diskografi (i urval)
Studioalbum
- 1971 - Black Oak Arkansas
- 1972 - Keep The Faith
- 1972 - If An Angel Came To See You, Would You Make Her Feel At Home?
- 1973 - High On The Hog
- 1974 - Street Party
- 1974 - Early Times (demos inspelat 1968 - 1969 som The Knowbody Else)
- 1975 - Ain't Life Grand
- 1975 - X-Rated
- 1976 - 10yr Overnight Success
- 1976 - Balls Of Fire
- 1977 - Race With The Devil
- 1978 - I'd Rather Be Sailing
- 1986 - The Black Attack Is Back
- 1999 - The Wild Bunch
- 2013 - Back Thar N' Over Yonder

Livealbum
- 1973 - Raunch 'N' Roll Live
- 1976 - Live! Mutha
- 1998 - Live On The King Biscuit Flower Hour
- 2005 - Live At Royal Albert Hall

Samlingsalbum
- 1977 - The Best of Black Oak Arkansas
- 1992 - Hot & Nasty: The Best of Black Oak Arkansas
- 2006 - The Definitive Rock Collection (2CD)

Singlar (på Billboard Hot 100)
- 1973 - Jim Dandy (To the Rescue) (# 25)
- 1976 - Strong Enough to Be Gentle (# 89)